# Aleksander Lisicki
Aleksander Lisicki (Lisiecki, Lesicki) herbu Prus – łowczy drohicki w latach 1686-1713, pisarz grodzki drohicki w 1707 roku.
Jako poseł ziemi drohickiej był uczestnikiem Walnej Rady Warszawskiej 1710 roku.